# Самарский зоопарк
Самарский зоопарк — зоологический парк в городе Самаре.

## Животные
Среди животных зоопарка представлены такие виды, как: амурский тигр, дальневосточный леопард, африканский лев, чёрный ягуар, бурый медведь, обезьяны, павлины, орлы и орланы, филин, нильский крокодил, экзотические виды змей, пираньи и другие интересные животные.

## История
Датой основания Самарского зоопарка принято считать 16 января 1992 года. Первоначальная коллекция зоопарка состояла из животных, принадлежащих кооперативу «Теремок» и включала в свой состав 80 особей 46 видов. Основатель и первый директор Самарского зоопарка — Дегтярев Алексей Иванович. До декабря 1997 года Самарский зоопарк представлял собой передвижную коллекцию животных, находившуюся летом в парке им. Ю. А. Гагарина, зимой — в теплицах Жигулевских садов. Кормление животных оставляло желать лучшего, как и сами условия содержания. Несмотря на то, что в конце 1997 года Самарский зоопарк обрёл постоянное место прописки — в Овраге Подпольщиков (ныне — Постников овраг), на участке в 0,23 га, условия содержания животных не улучшились.
В 2006 году Самарский зоопарк перешёл в ведение Министерства культуры Самарской области, а во главе зоопарка встал Шепталов Олег Валентинович. После этого все изменилось коренным образом — сейчас Самарский зоопарк одно из любимых мест жителей Самарской области (посещаемость зоопарка возросла в 3,5 раза!), построены новые помещения для содержания животных — Экогалерея, Акватеррариум, авиарий, вольеры для хищников, копытных животных, оборудованы два водоема для птиц. Кормление осуществляется согласно рационам ведущего зоопарка России — Московского зоопарка.